# ميغيل بريزويلا
ميغيل بريزويلا (بالإسبانية: Miguel Brizuela)‏ هو لاعب كرة قدم أرجنتيني في مركز الدفاع، ولد في 5 يناير 1997 في مورينو في الأرجنتين. لعب مع فيليز سارسفيلد.

## وصلات خارجية
- ميغيل بريزويلا على موقع قاعدة بيانات كرة القدم.إي يو (الإنجليزية)
- ميغيل بريزويلا على موقع Soccerway.com (الإنجليزية)